# Самба (музика)
Самба представља врсту бразилске музике, која се обично везује за град Рио де Жанеиро. Међутим, плесне представе самбе се у разним облицима негују и одржавају у готово свим деловима Бразила. Ове представе обухватају музику и истоимени плес, а у свету је позната као симбол бразилског карневала. У осталим земљама Јужне Америке где се говори шпански језик користе се изрази zamba и zambacueca који са бразилском самбом немају ништа заједничко.
Самба има афричке корене пренете у Латинску Америку путем трговине западно афричким робовима, заједно са афричким религиозним традицијама, посебно Анголе и Конга, кроз самба де рода жанр северноисточне бразилске државе Баија, из којег је изведена. Иако је у Бразилу било разних облика самбе са популарним ритмовима насталих разноврсном употребом бубњева, самба као музички жанр се сматра музичким изразом урбаног Бразила.
Самба је препозната широм света као симбол Бразила и Бразилског карневала. Сматра се једним од најпопуларнијих бразилских културних израза. Самба је постала икона бразилског националног идентитета. Баијска Самба де Рода (плесни круг), који је постао део Унесковог наслеђа човечанства 2005. године, је главни корен самба кариоке, самбе која се игра и плеше у Рио де Женеиру.
Модерна самба која се појавила почетком 20. века је предоминантно у 2/4 временском облику варираном свесном употребом певачког хора до батукада ритма, са разним станцама деклараторних строфа. Традиционално, самба је свирана помоћу жичаних инструмената (cavaquinho и разних типова гитара) и разноврсних ударачких инструмената као што је тамборим. Под утицајем популарних америчких оркестара након Другог светског рата и послератног културног утицаја америчке музике, у самби су се почели користити тромбони, трубе, шорои, флауте, и кларинети.
Поред различитих ритмова и метрика, самба доноси читаву историјску културу хране, разних плесова (miudinho, коко, самба де рода и пернада), прослава, одеће као што су линене кошуље, и наивног сликарства познатих уметника као што су Нелсон Саргенто, Гиљерме де Брито, и Еитор дос Празерес. Анонимни уметници заједнице, укључујући сликаре, скулпторе, дизајнере и стилисте, праве одећу, костиме, карневалске сплавове и аутомобиле, отварајући врата школама самбе. У Бразилу постоји и постојана традиција балске самбе, са много стилова. Самба де Гафиеира је стил који је познатији у Рио де Женеиру, где постоји традиција одржавања гафиеирских забава од 1930-их, а где су настали покрети и идентитет овог плеса, и постајали све више и више различити од афричких, европских и кубанских традиција и утицаја.
Национални дан самбе се слави 2. децембра. Овај дан је успоставњен на иницијативу Луиса Монтеира да Косте, једног поглавара Салвадора, у част Аре Бароса. Он је компоновао „Na Baixa do Sapateiro”, мада он никада није био у Баији. Стога дан 2. децембар означава прву посету Ари Бароса Салвадору. Иницијално, овај дан је прослављан само у Салвадору, али је временом постао национални празник.
Самба је локални стил у југоисточном и североисточном Бразилу, посебно у Рио де Женеиру, Сан Паулу, Салвадору и Ресифеу. Њен значај као бразилске националне музике превазилази границе региона. Школе самбе, самба музичари и карневалске организације са фокусом на извођењу самбе постоје у свим регионима земље, мада су други музички стилови превалентни у разним регионима (на пример, у јужном Бразилу, централнозападном Бразилу, и свим бразилским руралним областима, сертанежу, или бразилска народна музика, је најпопуланији стил).

## Етимологија
Етимологија речи самба је неизвесна. Неке од могућноси су:
- Португалски глагол sambar, са значењем „радити столарски рад”; и португалска именица sambúco (латински ),[11] што је стари жичани инструмент, нека врста харфе или лире.
- Неизвесно је да ли је афричка семба[12] плес сродан са бразилском самбом, и дали је старији или новији, изван површне сличности имена и стила. У само два банту језика корен глагола semba значи „плес”, док у другима означава невезане ствари као што су „глад” или „тканина” (али не „трбух”).[13]

Један од најстаријих записа речи самба појавио се у пернамбучком часопису O Carapuceiro, у фебруару 1838, кад је свештеник Мигуел Лопез Гама од Сакремента писао против онога што је он звао samba d'almocreve, при чему заправо није писао о будућем музичком жанру, него о некој врсти весеља (плесне драме) популарне међу црнцима тог времена. Према Ираму Арауху да Кости, током векова, фестивали плеса робова у Баији су се звали самба.
Средином 19. века, реч самба се односила на различите типове музике коју је практиковало афричко робље кад су изводили разне типове батук плеса, али је она попримала своје сопствене карактеристике у свакој бразилској држави, не само због разноликости племена робља, већ и због специфичности сваког региона у којем су били насељени.
У Аргентини, постоји плес који се назива „замба”, име које изгледа да има заједничко етимолошко порекло са самбом, мада је плес сасвим различит.

### Самба-енредо
Самба-енредо или самба де енредо је поджанр самбе у коме се песме изводе посредством школа самбе (или escola de samba) за свечаности бразилског карневала. Термин samba-enredo се дословно преводи са португалског као „самба у песми”, или „песма самбе”. Свака школа самбе креира нови самба-енредо у припреми за карневал следеће године, и затим се путем надметања одређује, чије репертоар ће бити изведен у финалној паради карневала, као и догађајима који претходе карневалу.
За сваку школу самбе, избор самба-енреда за наредну годину је дуготрајан процес. Дуго пре карневалске параде, свака школа самбе одржава надметања за писање песме. Песму пишу композитори самбе из саме школе, („Ala dos Compositores”) или понекад и спољашњи композитори, нормално у виду партнерства (parcerias). Свака школа прима многе песме, понекад стотине песама, послатих у нади да ће бити самба-енредо наредне године. Са писањем се почиње након што уметнички директор карневала, или „карневалеско” званично објави синопсис парадне теме дате школе самбе за следећу годину. Након пажљивог објашњења теме параде, што обично чини сам уметрнички директор карневала, композитори могу да постављају питања како би додатно разјаснили синопсис, тако да могу да почну са писањем самба-енреда.

## Историја

### Порекло
Самба постоји широм Бразила, а нарочито у државама Баија, Марањао, Минас Жераис, и Сао Пауло, и виду разних популарних ритмова и плесова који потичу од регионалних батука из источнобразилксе државе Баија, музичке форме из Кабо Вердеа. Самба се често идентификује са музичким изразом урбаног Рио де Жанеира, где се развила током првих година 20. века. Рани стилови самбе - и специфично самба де рода - се могу пратити уназад до Реконкаво региона Баије током 17. века, и неформалног плеса након кандомбле (candomblé) церемоније. Рио де Жанеиро је био локација на којој је плес који су практиковали бивши робови, који су мигрирали из Баије, дошао у контакт и инкорпорирао друге жанрове који су були заступљени у граду (као што су полка, машише, лунду, и шоти), стичући комплетно јединствен карактер и креирајући самбу кариоку урбану (школу самбе) и карнавалеско (директора карневалске школе). Школе самбе су велике организације са до 5.000 људи, које се надмећу сваке године у карневалу у погледу тематског покрића, сложених костима и оригиналне музике.
Током прве декаде 20. века, неке од песама у самба жанру су снимљене, али ти снимци нису остварили велику популарност. Међутим, 1917. године песма „Pelo Telefone” („Путем телефона”) је снимљена, и она се сматра првом истинском самба песмом. Постоје индикације да је аутор песме Ернесто дос Сантос, познатији као донга (музичар), док се заслуге за ко-композицију приписују Мауру де Алмеиди, познатом карневалском коментатору. Исто тако се тврди да је песму „Путем телефона” креирао колектив музичара који су учествовали у прославама у кући музичарке Тије Кијате (тетке Кијате). На крају је песма регистрована у Националној библиотеци Донга и Алмеиде. „Путем телефона” је била прва композиција која је остварила велики успех са стилом самбе и допринела је ширењу и популаризацији жанра. Од тог времена надаље, самба је почела да се шири по Бразилу. Иницијално је била повезана са карневалом, а затим развија своје место на музичком тржишту. Развоју самбе је допринео велики број композитора, међу којима су Еитор дос Прасерес, Бахијана, Пишингвана, и Сино, мада су самбе тих композитора биле заправо „амашишадос” (мешавина с машише музиком), што је познато као самбас-машишес.
Контуре модерне самбе настале су тек крајем двадесетих година прошлог века, из иновација групе композитора карневалских „блокова” (група) у квартовима Естасио де Са и Освалдо Круз, и са брда Мангвеира, Салгвеиро, и Сао Карлос. Од тада, је било много великих имена у самби.
Како се самба консолидовала као урбани и модеран израз, почела је њена заступљеност на радио станицама, те се ширила преко брда и квартова до утицајних јужних делова Рио де Жанеира. Првобитно дочекана са предрасудама и дискриминацијом, јер је имала црне корене, самба је због својих хипнотичких ритмова и мелодичних интонација, поред своје разигране лирике, временом освојила и белу средњу класу. Остали музички жанрови изведени из самбе, као што су самба-кансао, партидо алто, самба-енредо, самба де гафијира, самба де брекве, боса нова, самба-рок, и пагоде, сви су зарадили имена за себе.
Самба се изван Бразила често асоцира са фудбалом и карневалом. Ова историја је почела са међународни успехом песме Акварела до Бразил, композитора Ари Бароса, чему је следила Кармен Миранда (уз подршку владе Жетулио Варгаса и америчке добросуседске политике), што је довело самбу у Сједињене Државе. Боса нова је коначно увела САД у свет самба музике. Бразилски перкусиониста и студијски музичар Паулино да Коста, који је тренутно базиран у Лос Анђелесу, већ дуже време укључује ритмове и инструментацију самбе у албуме стотина америчких, европских и јапанских уметника - укључујући и продуцента Квинси Џоунса, извођача џеза Дизи Гилеспија, поп певача Мајкла Џексона и вокалисте Барбре Страјсенд.
Успех самбе у Европи и Јапану само потврђује њену способност да придобије поборнике, независно од њиховог језика. Тренутно постоје на стотине школа самбе на европском тлу, које су распршене широм земаља попут Немачке, Белгије, Холандије, Француске, Шведске и Швајцарске. У Јапану су музичке издавачке куће уложиле знатна средства у лансирање снимака ранијих самбиста, чиме је створено тржиште које се искључиво састоји од каталога јапанских дискографских издања.